# Championnats d'Asie d'escrime
Les championnats d'Asie d'escrime sont la compétition de zone rassemblant annuellement les tireurs d'Asie et d'Océanie. Ces championnats comptent pour le classement de la Fédération internationale d'escrime et sont qualificatifs pour les Jeux olympiques.

## Les éditions
D'abord bisannuelle, la compétition est devenue annuelle à partir de 2003. La liste des éditions est la suivante.
| Num.    | Année | Ville                             | Pays          | Événements |
| ------- | ----- | --------------------------------- | ------------- | ---------- |
| 0       | 1973  | Téhéran                           | Iran          | 4          |
| 1       | 1989  | Pékin                             | Chine         | 8          |
| 2       | 1991  | Kuala Lumpur                      | Malaisie      | 8          |
| 3       | 1993  | Tokyo                             | Japon         | 10         |
| 4       | 1995  | Séoul                             | Corée du Sud  | 10         |
| 5       | 1997  | Téhéran (hommes) Nanjing (femmes) | Iran Chine    | 12         |
| 6       | 1999  | Nanjing                           | Chine         | 12         |
| 7       | 2001  | Bangkok                           | Thaïlande     | 12         |
| 8       | 2003  | Chiang Mai,                       | Thaïlande     | 12         |
| 9       | 2004  | Manille                           | Philippines   | 12         |
| 10      | 2005  | Kota Kinabalu                     | Malaisie      | 12         |
| 11      | 2007  | Nantong                           | Chine         | 12         |
| 12      | 2008  | Bangkok                           | Thaïlande     | 12         |
| 13      | 2009  | Doha                              | Qatar         | 12         |
| 14      | 2010  | Séoul                             | Corée du Sud  | 12         |
| 15      | 2011  | Séoul                             | Corée du Sud  | 12         |
| 16      | 2012  | Wakayama                          | Japon         | 12         |
| 17      | 2013  | Shanghai                          | Chine         | 12         |
| 18      | 2014  | Suwon                             | Corée du Sud  | 12         |
| 19      | 2015  | Singapour                         | Singapour     | 12         |
| 20      | 2016  | Wuxi                              | Chine         | 12         |
| 21      | 2017  | Hong Kong                         | Hong Kong     | 12         |
| 22      | 2018  | Bangkok                           | Thaïlande     | 12         |
| 23      | 2019  | Tokyo                             | Japon         | 12         |
| Annulés | 2020  | Séoul                             | Corée du Sud  | -          |
| Annulés | 2021  | pas de matchs                     | pas de matchs | -          |
| 24      | 2022  | Séoul                             | Corée du Sud  | 12         |
| 25      | 2023  | Wuxi                              | Chine         | 12         |
| 26      | 2024  | Koweït                            | Koweït        | 12         |
| 27      | 2025  | Bali                              | Indonésie     | 12         |

### Médailles (2004-2025)
| Rang  | Nation         | Or  | Argent | Bronze | Total |
| ----- | -------------- | --- | ------ | ------ | ----- |
| 1     | Corée du Sud   | 97  | 75     | 97     | 269   |
| 2     | Chine          | 84  | 72     | 92     | 246   |
| 3     | Japon          | 29  | 39     | 94     | 162   |
| 4     | Kazakhstan     | 8   | 14     | 30     | 52    |
| 5     | Hong Kong      | 8   | 11     | 78     | 97    |
| 6     | Iran           | 1   | 12     | 22     | 35    |
| 7     | Ouzbékistan    | 1   | 1      | 6      | 8     |
| 8     | Australie      | 0   | 2      | 2      | 4     |
| 9     | Singapour      | 0   | 1      | 5      | 6     |
| 10    | Taipei chinois | 0   | 1      | 2      | 3     |
| 11    | Thaïlande      | 0   | 1      | 1      | 2     |
| 12    | Vietnam        | 0   | 0      | 5      | 5     |
| 13    | Kirghizistan   | 0   | 0      | 2      | 2     |
| 14    | Inde           | 0   | 0      | 1      | 1     |
| 14    | Koweït         | 0   | 0      | 1      | 1     |
| Total | Total          | 228 | 228    | 438    | 894   |

### Remarque
Dans les matériels d'équipe de ces cinq périodes, une seule médaille de bronze est envisagée, mais deux médailles de bronze ont été distribuées. La compétition de classement est calculée uniquement pour les points de la Fédération mondiale (Fédération internationale d'escrime).
- Championnats d'Asie d'escrime 2015
- Championnats d'Asie d'escrime 2016
- Championnats d'Asie d'escrime 2017
- Championnats d'Asie d'escrime 2018
- Championnats d'Asie d'escrime 2019

## Championnats d'Asie d'escrime cadets et juniors
Championnats d'Asie d'escrime cadets et juniors est le championnat de zone d'escrime organisé par la Confédération Asiatique d'Escrime pour la zone Asie-Océanie pour les cadets et juniors,,.

### Les éditions
| #  | An   | Pays hôte                                 | Événements |
| -- | ---- | ----------------------------------------- | ---------- |
| 1  | 1992 | Bangkok, Thailand                         | 18         |
| 2  | 1996 | Jakarta, Indonesia                        | 18         |
| 3  | 1998 | Manila, Philippines                       | 18         |
| 4  | 2000 | Seoul, Corée du Sud                       | 18         |
| 5  | 2003 | Chiangmai, Thailand                       | 18         |
| 6  | 2004 | Taipei, Taiwan                            | 18         |
| 7  | 2006 | Kuwait City, Kuwait                       | 18         |
| 8  | 2007 | Almaty, Kazakhstan                        | 18         |
| 9  | 2008 | Yanggu, Corée du Sud                      | 18         |
| 10 | 2009 | Singapour, Singapour                      | 18         |
| 11 | 2010 | Manila, Philippines                       | 18         |
| 12 | 2011 | Bangkok, Thailand                         | 24         |
| 13 | 2012 | Bali, Indonesia                           | 24         |
| 14 | 2013 | Bangkok, Thailand                         | 24         |
| 15 | 2014 | Amman, Jordanie                           | 24         |
| 16 | 2015 | Abu Dhabi, United Arab Emirates           | 24         |
| 17 | 2016 | Dammam, Arabie saoudite / Manama, Bahrain | 24         |
| 18 | 2017 | Korat, Thailand                           | 24         |
| 19 | 2018 | Dubai, Émirats arabes unis                | 24         |
| 20 | 2019 | Amman, Jordanie                           | 24         |
| 21 | 2020 | Amman, Jordanie                           | 24         |
| 22 | 2022 | Tashkent, Uzbekistan                      | 24         |
| 22 | 2023 | Tashkent, Uzbekistan                      | 24         |
| 22 | 2024 | Manama, Bahrain                           | 24         |

### Résultats
- 2011: http://www.asianfencing.com/fca2013/pages/results/2011-ajcfc.asp
- 2012: http://www.asianfencing.com/fca2013/pages/results/2012-ajcfc.asp
- 2013: http://www.asianfencing.com/fca2013/pages/results/2013-ajcfc.asp
- 2014: http://www.asianfencing.com/fca2013/pages/results/2014-ajcfc.asp
- 2015: http://www.asianfencing.com/fca2013/pages/results/2015-ajcfc.asp
- 2016: http://www.asianfencing.com/fca2013/pages/results/2016-ajcfc.asp
- 2017: http://www.asianfencing.com/fca2013/pages/results/2017-ajcfc.asp
- 2018: http://www.asianfencing.com/fca2013/pages/results/2018-ajcfc.asp
- 2019: http://www.asianfencing.com/fca2013/pages/results/2019-ajcfc.asp
- 2020: http://www.asianfencing.com/fca2013/pages/results/2020-ajcfc.asp
- 2022: http://www.asianfencing.com/fca2013/pages/results/2022-ajcfc.asp
- (en) « Asian Junior Championships Fencing 2022 », sur the-sports.org (consulté le 14 juin 2023)
- (en) « Asian Cadet Championships Fencing 2022 », sur the-sports.org (consulté le 14 juin 2023)
- (en) « Asian Junior Championships Fencing 2020 », sur the-sports.org (consulté le 14 juin 2023)
- (en) « Asian Junior Championships Fencing 2018 », sur the-sports.org (consulté le 14 juin 2023)